# Johannes Spanuth
Johannes Spanuth (* 30. Juli 1874 in Schladen; † 24. April 1950 in Hannover) war ein deutscher lutherischer Theologe.

## Leben
Spanuth studierte Theologie und wurde 1900 zunächst Rektor im öffentlichen Schuldienst. Nach seiner Ordination am 16. Februar 1903 ging er als Pastor der deutschen Gemeinden in Berlin, Potsdam und Macleantown nach Südafrika. 1911 kehrte er nach Deutschland zurück und wurde Pastor in Hemelingen, 1907 in Hittfeld. 1921 wurde er zum Superintendenten ernannt. 1929 wurde er Superintendent in Burgwedel. Am 1. Oktober 1946 trat er in den Ruhestand. Spanuth war durch seine Tätigkeit dort den deutschen Gemeinden in Südafrika verbunden und veröffentlichte darüber mehrere Schriften. Sein Nachlass befindet sich im Landeskirchlichen Archiv in Hannover.
Zeitweilig war Spanuth Vorsitzender des hannoverschen Pfarrvereins.

## Werke
- Festschrift zum 50jährigen Siedelungsjubiläum der Deutschen in Kaffraria : 7. Juli 1858 - 7. Juli 1908. Berlin, Südafrika 1908
- Unsere deutsch-lutherischen Gemeinden in Südafrika. Hannover um 1912
- Britisch-Kaffraria und seine deutschen Siedlungen (= Die Ansiedelung von Europäern in den Tropen, Teil 4). München, Leipzig: Duncker & Humblot, 1914; Digitalisat über die Library of Congress
- Die Hannoversche Landeskirche und die Deutsche evangelisch-lutherische Synode Südafrikas. Um  1933
- Deutsches Kirchenleben in Südafrika. Aus der Diasporaarbeit der hannoverschen Landeskirche. Leipzig 1933